# Andrew Dosunmu
Andrew Dosunmu es un fotógrafo y cineasta nigeriano que saltó a la fama en los Estados Unidos después de dirigir videos musicales para varios artistas como Isaac Hayes, Angie Stone, Common, Tracy Chapman, Wyclef Jean, Kelis, Aaron Neville, Talib Kweli y Maxwell.
Dirigió la película dramática Restless City, estrenada en el Festival de Cine de Sundance de 2011 y Mother of George de 2013, que también se estrenó en Sundance y fue la selección de la noche de clausura del Festival de Cine de Maryland 2013.

## Carrera

### Fotografía
Dosunmu comenzó su carrera como asistente de diseño en la casa de moda de Yves Saint Laurent. Más tarde se convirtió en director creativo y fotógrafo de moda, y sus fotografías aparecieron en varias revistas internacionales. En 2007, fue honrado con la solicitud de hablar en la conferencia TED Global. Las fotografías de su documental The African Game fueron publicadas en un libro de mesa de café por powerHouse Books. Fue seleccionado para participar en la exposición de fotografía Snap Judgments: New Positions in Contemporary Photography en el Centro Internacional de Fotografía. Ha colaborado como fotógrafo en publicaciones como Vibe, Clam, Fader, Face, Paper, Interview, iD y Vogue Hommes - Francia e Italia.

### Dirección
Debutó como director con un video musical de Isaac Hayes en 1996. Luego dirigió videos musicales para otros artistas. Su documental de 1999 "Hot Irons", ganó el premio al mejor documental en FESPACO. Dosunmu ha dirigido episodios de la serie de televisión sudafricana Yizo, Yizo, que dramatiza los debates políticos en torno a la educación en una escuela secundaria de Johannesburgo en la Sudáfrica posterior al apartheid. En 2010, en un período previo a la primera Copa del Mundo en África, produjo otro documental, The African Game, en el que explora el juego del fútbol en el continente y sus relaciones con la cultura africana en toda su diversidad. Su transición a los largometrajes se produjo en 2011 con la película Restless City, que se estrenó en el Festival de Cine de Sundance con críticas generalmente positivas.

## Filmografía
| Año  | Título           | Rol                | Género               | Premios                                         |
| ---- | ---------------- | ------------------ | -------------------- | ----------------------------------------------- |
| 1999 | Hot Irons        | Director           | Documental           | Mejor documental FESPACO and Reel Award         |
| 2004 | Yizo Yizo        | Director           | Serie de televisión  |                                                 |
| 2010 | The African Game | Director/Productor | Documental/Deportivo |                                                 |
| 2011 | Restless City    | Director           | Drama/Música         |                                                 |
| 2013 | Mother of George | Director           | Drama                | Closing Night selection, Maryland Film Festival |
| 2017 | Where Is Kyra?   | Director/Guionista | Drama                |                                                 |
| TBA  | Beauty           | Director           | Drama, Romance       |                                                 |